# Autonomistes Independents
Autonomistes Independents (Autonomisti Indipendenti, AI) fou un partit polític de la Vall d'Aosta d'ideologia social liberal. Fou fundat el març de 1991 per Ilario Lanivi, ex membre dirigent dels Autonomistes Demòcrates Progressistes, i Amato Maquignaz. L'abril de 1992 Lanivi esdevingué president de la Vall d'Aosta i gràcies a una coalició formada per Unió Valldostana, PDS, Partit Socialista Italià, Autonomistes Demòcrates Progressistes i el Partit Republicà Italià.
A les eleccions regionals de la Vall d'Aosta de 1993 van unir les seves forces a les de Cesare Dujany, cap dels Demòcrates Populars, i crearen la llista Per la Vall d'Aosta. Des d'aleshores el partit desaparegué.